# 金閶区
金閶区（きんしょう-く）は中華人民共和国江蘇省蘇州市に位置していた市轄区。1963年3月22日に金閶、桃塢両区が合併して金閶区が存続した。2012年10月26日、滄浪区・平江区・金閶区が合併し、姑蘇区が発足したため廃止された。
区内は多くの河川が流れ、京杭大運河が南北に貫く。水郷の風情がある山塘街など蘇州の名所旧跡の多くが同区内にある。唐代の宝暦年間に街が形成され、またの名を白堤といい、詩人白居易が蘇州の刺史として徳政を施したところである。

## 行政区画
2002年より、現在の行政区画となる。
- 街道 : 石路街道、留園街道、彩香街道、白洋湾街道、虎丘街道

## 名所旧跡
- 山塘街（山塘歴史文化保護区）
- 留園（世界遺産）
- 虎丘雲岩寺塔（国家級文物保護単位）
- 寒山寺（省級文物保護単位）
- 西園寺